# Calzone
Calzone er en indbagt pizza, der vandt indpas i 1980'erne. Fyldet er typisk salami/skinke, mozzarella, ricotta og parmesan/pecorino. Pizzaen kan frituresteges.
Den stammer fra området omkring Napoli. Den spredte sig hurtigt og har fået flere varianter; fx er den fyldt med kød, ost og grøntsager populær i specielt USA.
I Italien sælges den bl.a. hos frokostcaféer eller hos gadesælgere som take-away.